# لي تشان شو
لي تشان شو (مواليد 20 أغسطس 1950) هو سياسي صيني عضو في الحزب الشيوعي الصيني منذ عام 1975.